# Whiteout (album)
Whiteout è il quinto album del gruppo musicale tedesco Zeraphine, pubblicato nel 2010.

## Tracce
CD1
1. Erwachen (Sveglio)
2. Lieber allein (Meglio da solo)
3. I will be there (Sarò lì)
4. Out of sight (Lontano dagli occhi)
5. Tomorrows morning (Il mattino del domani)
6. Louisa (Luisa)
7. Rain falls (La pioggia cade)
8. Waiting for the day to end (Aspettando il giorno fino alla fine)
9. Du fragst nicht mehr (Non chiedermi nient'altro)
10. The stream (Il flusso)
11. Remaining desires (I Desideri che rimangono)
12. Whiteout (Bianchetto)

CD2 (DVD)
1. Out of sight (Clip) (Lontano dagli occhi)
2. Out of The Void (Clip) (Fuori dal vuoto)
3. Live: Louisa
4. I will be there
5. Still
6. Louisa
7. Inside your arms  (Tra le tue braccia)
8. Interview u. a.

## Formazione
- Sven Friedrich - voce
- Norman Selbig - chitarra
- Manuel Senger - chitarra
- Michael Nepp - basso
- Marcellus Puhlemann - batteria